# Hidroelectricidad en Japón
La hidroelectricidad es la principal fuente de energía renovable de Japón, con una capacidad instalada de aproximadamente 50 GW (incluido el almacenamiento por bombeo) y una producción de 69.2 TWh de electricidad en 2009, convirtiendo a Japón en uno de los mayores productores de energía hidroeléctrica del mundo. La mayoría de las centrales hidroeléctricas japonesas son plantas de almacenamiento por bombeo. Las centrales hidroeléctricas convencionales representan aproximadamente 20 GW de la capacidad instalada total a partir de 2007.
El potencial de energía hidroeléctrica convencional de Japón se considera que está casi completamente desarrollado, con pocas oportunidades para un mayor aumento de la capacidad. En los últimos años, se pusieron en servicio casi exclusivamente plantas de almacenamiento por bombeo, lo que aumentó significativamente la proporción de la capacidad de almacenamiento por bombeo con respecto a las centrales hidráulicas convencionales. La gran capacidad de almacenamiento de energía hidroeléctrica por bombeo se construyó para almacenar energía de las centrales nucleares, que hasta el desastre de Fukushima constituían una gran parte de la generación eléctrica de Japón. A partir de 2015, Japón es el país con la mayor capacidad de hidroelectricidad de almacenamiento por bombeo del mundo, con 26 GW de potencia instalada. Después de las paradas de energía nuclear en 2011, las plantas de almacenamiento por bombeo se han utilizado cada vez más para equilibrar la generación variable de fuentes de energía renovable, como la solar, que ha estado creciendo rápidamente en los últimos años.
A septiembre de 2011, Japón tenía 1.198 pequeñas centrales hidroeléctricas con una capacidad total de 3,225 MW. Las plantas más pequeñas representaron el 6,6% de la capacidad total de energía hidroeléctrica de Japón. La capacidad restante fue ocupada por estaciones hidroeléctricas grandes y medianas, ubicadas típicamente en grandes represas. El costo por kilovatio-hora para la energía de las plantas más pequeñas fue alto en ¥ 15-100, lo que dificulta un mayor desarrollo de la fuente de energía.

## Listado de centrales hidroeléctricas.

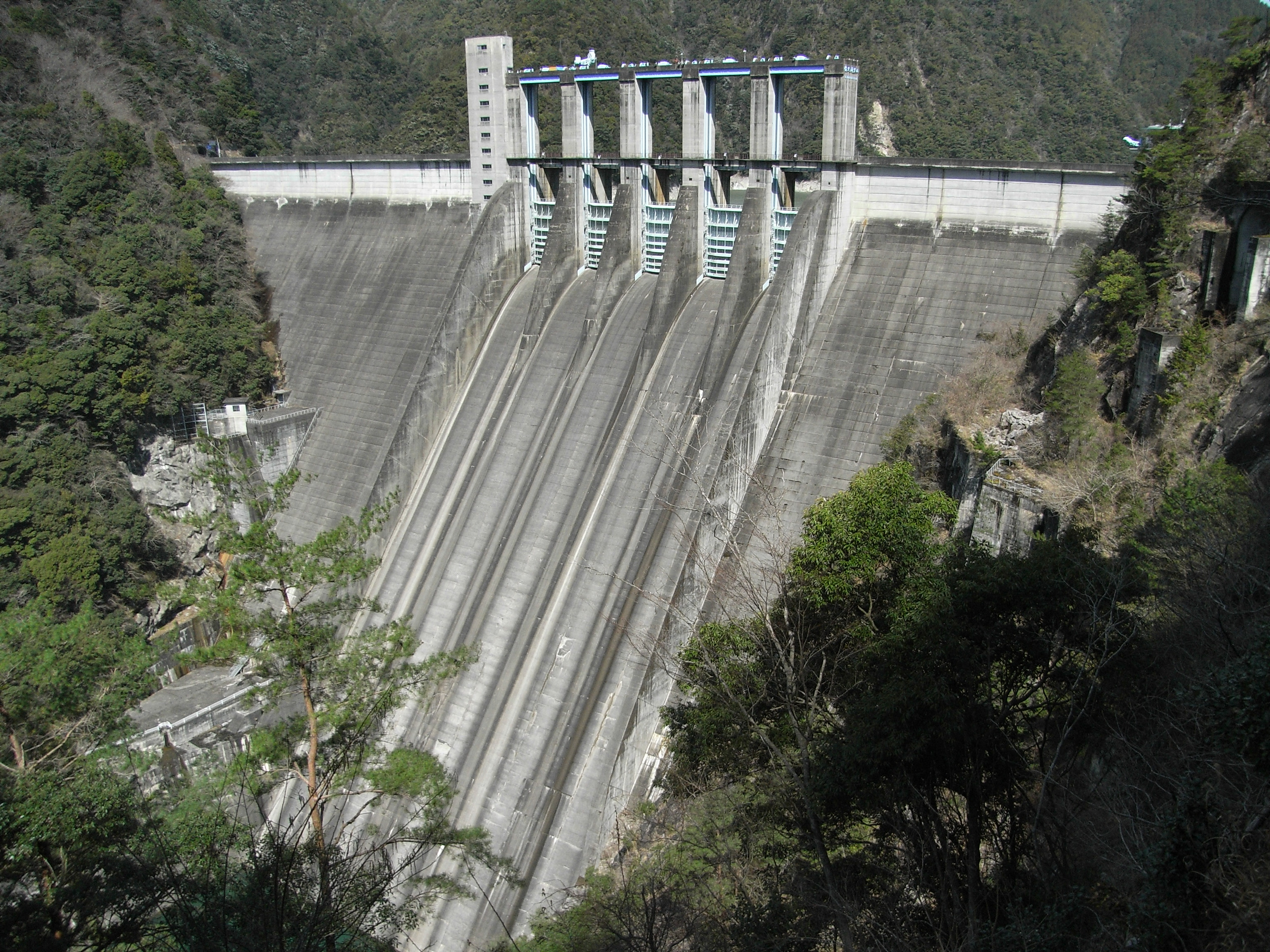
La presa de Sakuma

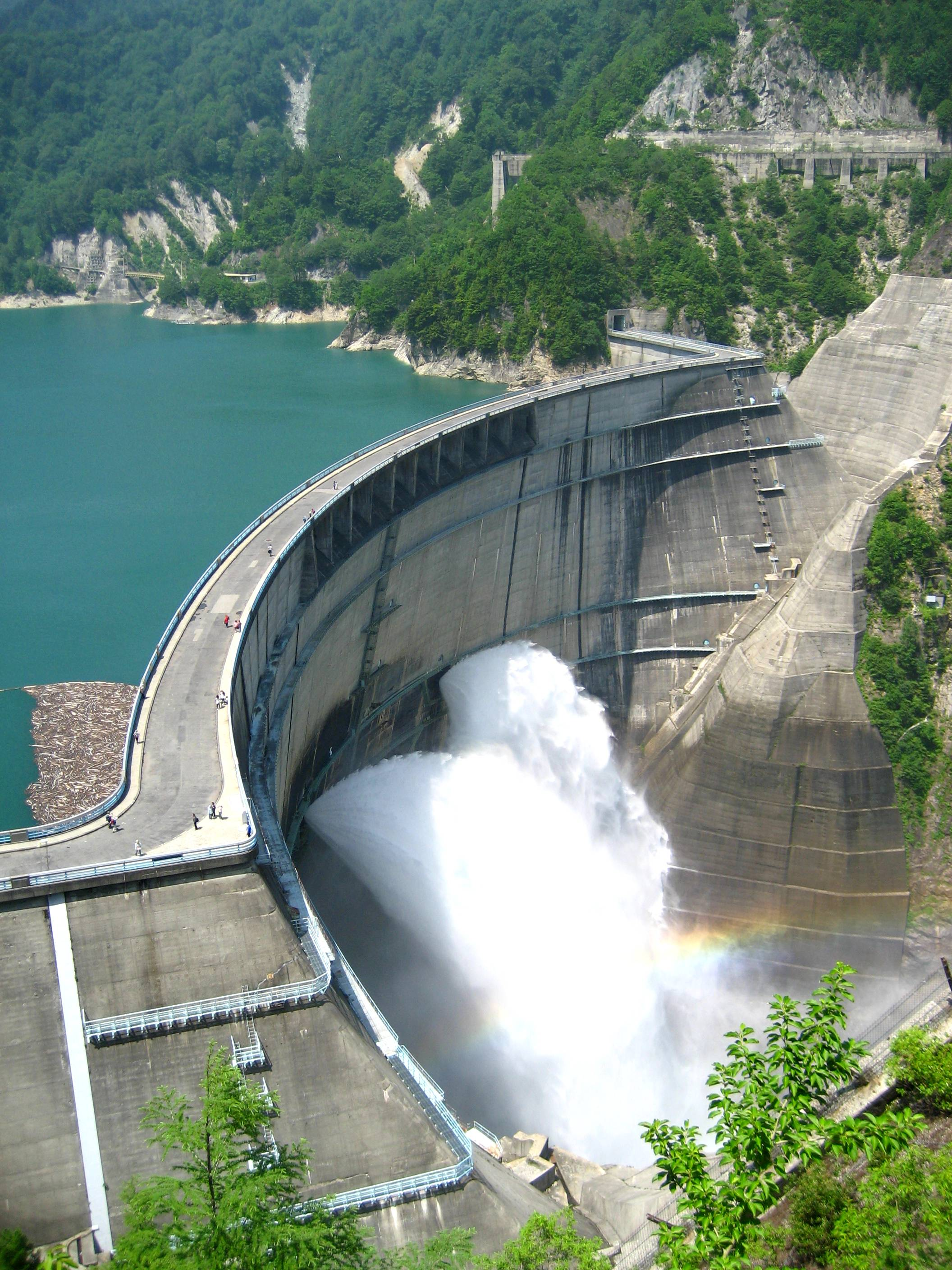
La presa de kurobe

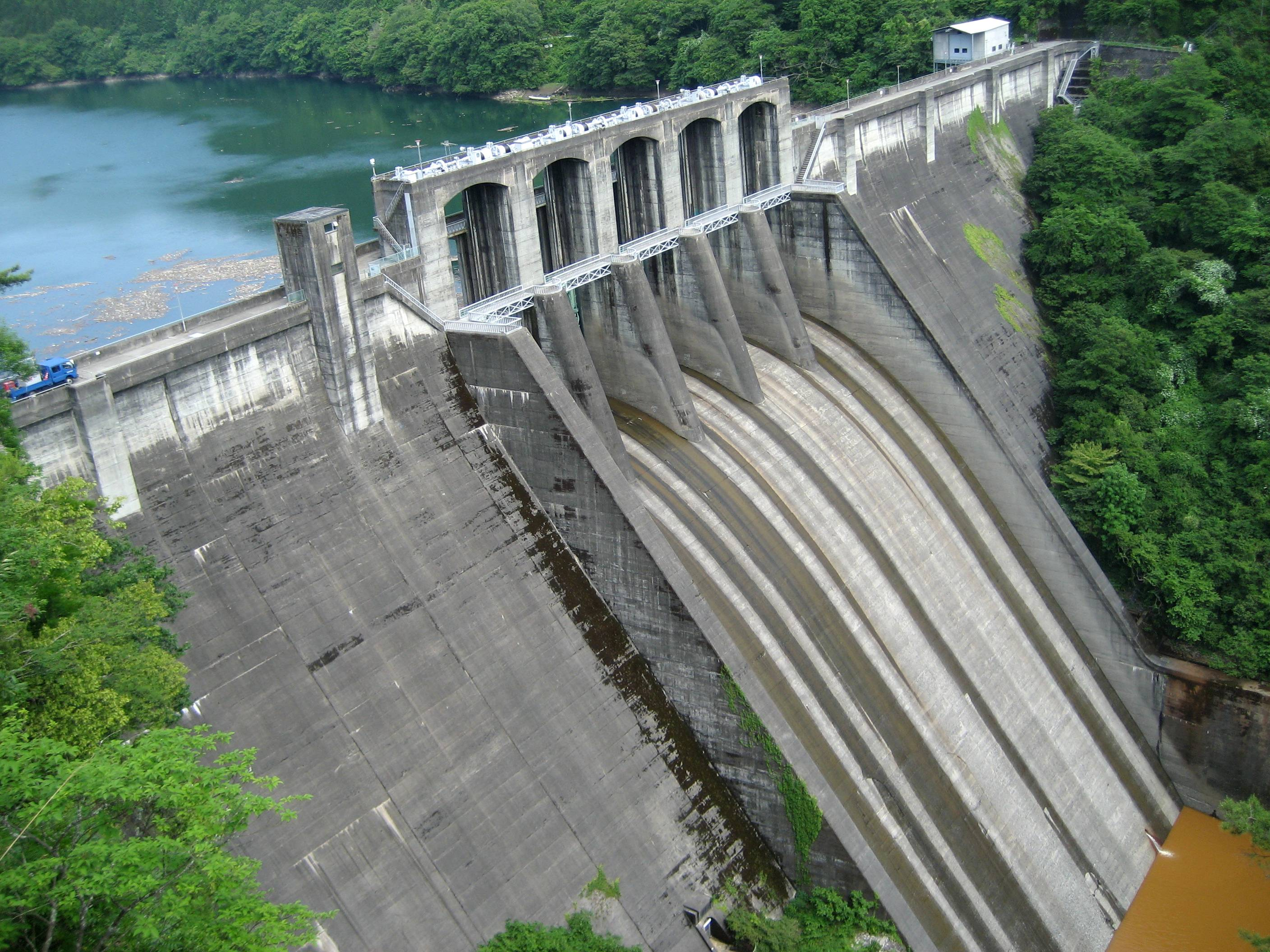
La Presa Maruyama

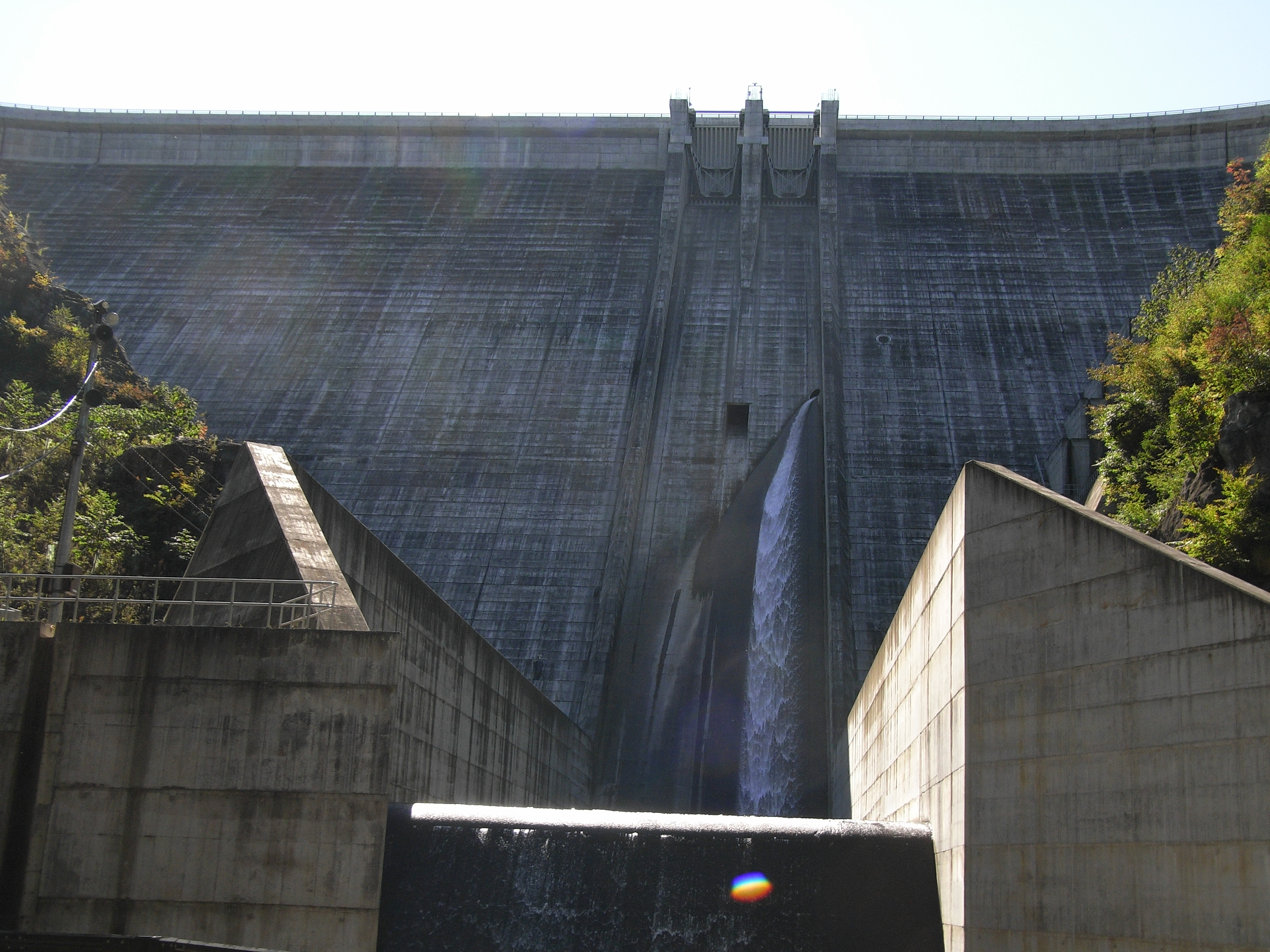
La presa de Ueno, depósito inferior de la central hidroeléctrica Kannagawa de almacenamiento por bombeo

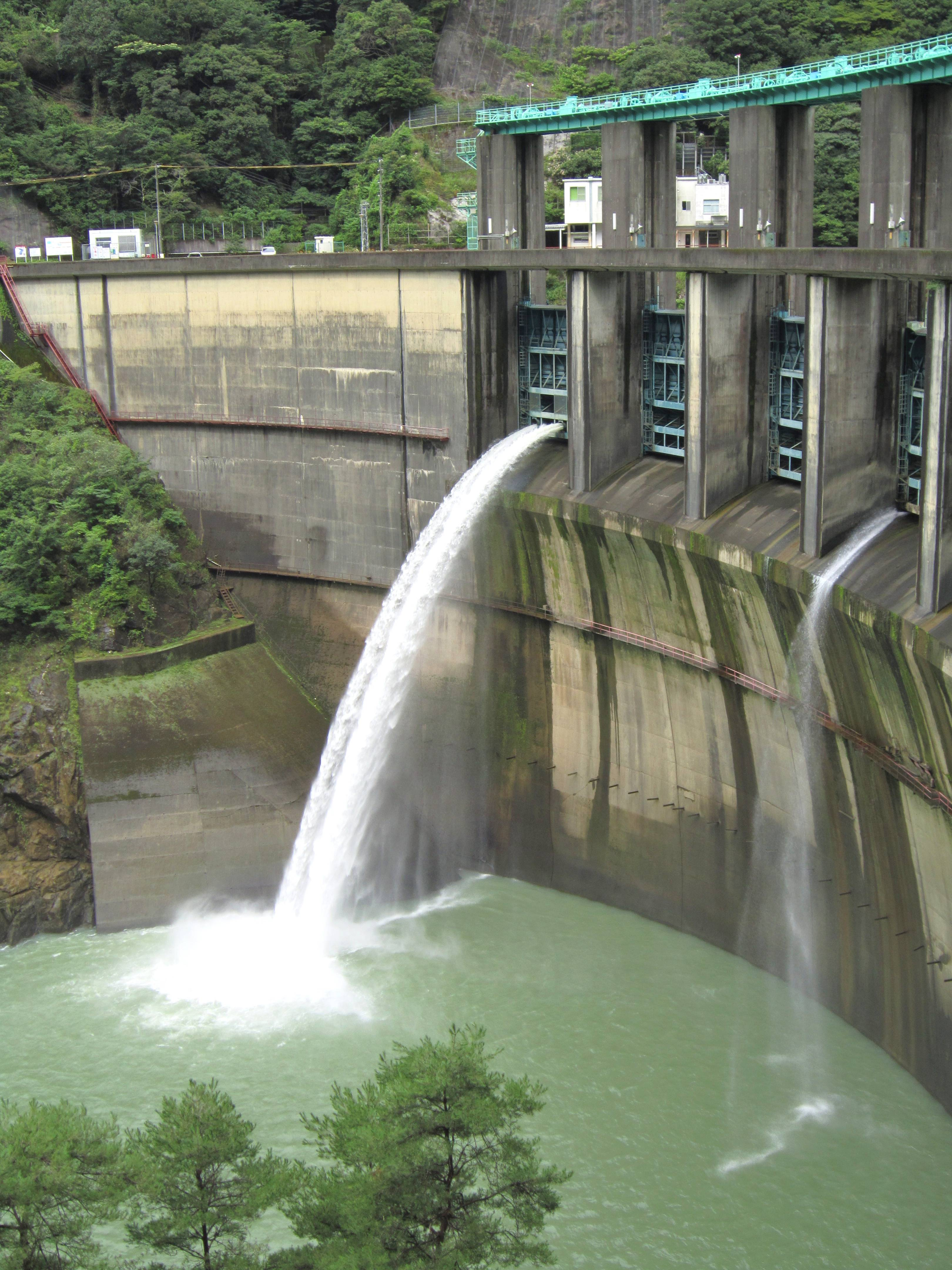
La Presa Futatsuya-Tōshukō

| Estación                                                             | Capacidad (MW) | Prefectura        | Coordenadas                                        | Estado      | Tipo                    |
| -------------------------------------------------------------------- | -------------- | ----------------- | -------------------------------------------------- | ----------- | ----------------------- |
| Akiba Dique                                                          | 127.1          | Shizuoka          | 34°58′20″N 137°49′42″E / 34.97222, 137.82833       | Operacional | Almacenamiento bombeado |
| Amagase Dique                                                        | 92             | Kyoto             | 34°52′51″N 135°49′41″E / 34.88083, 135.82806       | Operacional | Convencional            |
| Arimine Dique                                                        | 534            | Toyama            | 36°29′22″N 137°26′55″E / 36.48944, 137.44861       | Operacional | Convencional            |
| Dashidaira Dique                                                     | 124            |                   |                                                    | Operacional |                         |
| Funagira Dique                                                       | 32             | Shizuoka          | 34°53′26″N 137°48′54″E / 34.89056, 137.81500       | Operacional |                         |
| Hatanagi-I Dique Hidroeléctrico                                      | 137            | Shizuoka          | 35°19′17″N 138°10′59″E / 35.32139, 138.18306       | Operacional | Almacenamiento bombeado |
| Hatanagi-II Dique Hidroeléctrico                                     | 85             | Shizuoka          | 35°18′29″N 138°12′11″E / 35.30806, 138.20306       | Operacional | Almacenamiento bombeado |
| Hiraoka Dique                                                        | 101            | Nagano            |                                                    | Operacional |                         |
| Honkawa                                                              | 600            |                   |                                                    |             |                         |
| Ikawa Dique                                                          | 62             | Shizuoka          | 35°12′38″N 138°13′22″E / 35.21056, 138.22278       | Operacional |                         |
| Ikehara Bombeó Planta de Almacenamiento                              | 350            |                   |                                                    | Operacional | Almacenamiento bombeado |
| Imaichi Bombeó Planta de Almacenamiento                              | 1,050          | Tochigi           | 36°49′31″N 139°39′58″E / 36.82528, 139.66611       | Operacional | Almacenamiento bombeado |
| Kadonogawa Power Estación                                            | 800            |                   |                                                    | Operacional |                         |
| Kannagawa Hydropower Planta U/C                                      | 2,820          | Nagano            | 36°00′18″N 138°39′09″E / 36.00500, 138.65250       | Operacional | Almacenamiento bombeado |
| Kazunogawa Bombeó Planta de Almacenamiento                           | 1,200          | Yamanashi         | 35°43′07″N 138°55′47″E / 35.71861, 138.92972       | Operacional | Almacenamiento bombeado |
| Kinugawa-Kurobe Dique                                                | 127            |                   |                                                    | Operacional |                         |
| Kisenyama Bombeó Planta de Almacenamiento                            | 466            | Kyoto             | 34°53′30″N 135°51′34″E / 34.89167, 135.85944       | Operacional | Almacenamiento bombeado |
| Konoyama Dique                                                       | 126            | Niigata           |                                                    | Operacional |                         |
| Kurobe Dique                                                         | 335            | Toyama            | 36°33′30″N 137°40′00″E / 36.55833, 137.66667       | Operacional |                         |
| Kuroda Dique                                                         | 315            | Aichi             | 35°11′14″N 137°28′34″E / 35.18722, 137.47611       | Operacional |                         |
| Maruyama Dique                                                       | 185            | Gifu              | 35°28′08″N 137°10′20″E / 35.46889, 137.17222       | Operacional |                         |
| Matsubara Dique                                                      | 50.6           | Oita              | 33°11′39″N 130°59′38″E / 33.19417, 130.99389       |             |                         |
| Masegawa Dique                                                       | 288            |                   |                                                    | Operacional |                         |
| Matanoagawa Bombeó Planta de Almacenamiento                          | 1,200          | Tottori           | 35°14′44″N 133°29′30″E / 35.24556, 133.49167       | Operacional | Almacenamiento bombeado |
| Miboro Dique                                                         | 215            | Gifu              | 36°08′17.7″N 136°54′38.9″E / 36.138250, 136.910806 | Operacional |                         |
| Midono Bombeó Planta de Almacenamiento                               | 122            |                   |                                                    | Operacional | Almacenamiento bombeado |
| Miho Dique                                                           | 7.4            | Kanagawa          | 35°24′37″N 139°02′30″E / 35.41028, 139.04167       | Operacional |                         |
| Misakubo Dique                                                       | 50             | Shizuoka          | 35°11′05″N 137°55′54″E / 35.18472, 137.93167       | Operacional |                         |
| Miyagase Dique                                                       | 24             | Kanagawa          | 35°32′26″N 139°15′09″E / 35.54056, 139.25250       | Operacional |                         |
| Miyanaka Dique                                                       | 449            | Niigata           |                                                    | Operacional |                         |
| Nagano Bombeó Planta de Almacenamiento                               | 220            |                   |                                                    | Operacional | Almacenamiento bombeado |
| Niikappu Bombeó Planta de Almacenamiento                             | 200            |                   |                                                    | Operacional | Almacenamiento bombeado |
| Nishiotaki Dique                                                     | 234            | Nagano            |                                                    | Operacional |                         |
| Numappara Bombeó Planta de Almacenamiento                            | 675            |                   |                                                    | Operacional | Almacenamiento bombeado |
| Ohashi Dique                                                         | 615            | Kōchi             | 33°46′13″N 133°20′12″E / 33.77028, 133.33667       | Operacional |                         |
| Ōigawa Dique                                                         | 68.2           | Shizuoka          | 35°09′53″N 138°08′34″E / 35.16472, 138.14278       | Operacional |                         |
| Okawachi Bombeó Estación de Poder del Almacenamiento                 | 1,280          | HyōVa             |                                                    | Operacional | Almacenamiento bombeado |
| Okukiyotsu Bombeó Estación de Poder del Almacenamiento (1 & 2)       | 1,600          | Niigata           |                                                    | Operacional | Almacenamiento bombeado |
| Okinawa Yanbaru Seawater Bombeó Estación de Poder del Almacenamiento | 30             | Okinawa           | 26°40′25″N 128°15′56″E / 26.67361, 128.26556       | Operacional | Almacenamiento bombeado |
| Okutadami Dique                                                      | 560            | Niigata/Fukushima | 37°09′12″N 139°15′00″E / 37.15333, 139.25000       | Operacional |                         |
| Okutataragi Bombeó Planta de Almacenamiento                          | 1,932          | HyōVa             | 35°14′12″N 134°51′23″E / 35.23667, 134.85639       | Operacional | Almacenamiento bombeado |
| Okuyoshino Bombeó Planta de Almacenamiento                           | 1,206          | Nara              | 34°7′4″N 135°49′16″E / 34.11778, 135.82111         | Operacional | Almacenamiento bombeado |
| Otori Dique                                                          | 182            | Fukushima         | 37°12′53″N 139°12′50″E / 37.21472, 139.21389       | Operacional |                         |
| Sagami Dique                                                         | 31             | Kanagawa;         | 35°36′56″N 139°11′43″E / 35.61556, 139.19528       | Operacional |                         |
| Sakuma Dique                                                         | 350            | Aichi             | 35°05′58″N 137°47′39″E / 35.09944, 137.79417       | Operacional |                         |
| Sasamagawa Dique                                                     | 58             | Shizuoka          | 34°58′17″N 138°05′38″E / 34.97139, 138.09389       | Operacional |                         |
| Senzu Dique                                                          | 22.2           | Shizuoka          | 35°13′00″N 138°05′25″E / 35.21667, 138.09028       | Operacional |                         |
| Shimogo Bombeó Estación de Poder del Almacenamiento                  | 1,000          | Fukushima         |                                                    | Operacional | Almacenamiento bombeado |
| Shin-Takasegawa Planta de Almacenamiento bombeado                    | 1,280          | Nagano            | 36°28′26″N 137°41′23″E / 36.47389, 137.68972       | Operacional | Almacenamiento bombeado |
| Shinanogawa Bombeó Planta de Almacenamiento                          | 234            |                   |                                                    | Operacional | Almacenamiento bombeado |
| Shintoyone Bombeó Planta de Almacenamiento                           | 1,125          | Aichi             | 35°07′33″N 137°45′38″E / 35.12583, 137.76056       | Operacional | Almacenamiento bombeado |
| Shiobara Bombeó Planta de Almacenamiento                             | 900            | Tochigi           |                                                    | Operacional | Almacenamiento bombeado |
| Shiogō Dique                                                         | 58             | Shizuoka          | 35°00′05″N 138°05′15″E / 35.00139, 138.08750       | Operacional |                         |
| Shiroyama Dique                                                      | 275            | Kanagawa          | 35°35′09″N 139°17′22″E / 35.58583, 139.28944       | Operacional |                         |
| Tagokura Dique                                                       | 390            | Fukushima         | 37°18′38″N 139°17′13″E / 37.31056, 139.28694       | Operacional |                         |
| Takami Bombeó Planta de Almacenamiento                               | 200            |                   |                                                    | Operacional | Almacenamiento bombeado |
| Taki Dique                                                           | 92             | Fukushima         | 37°23′13″N 139°32′02″E / 37.38694, 139.53389       | Operacional |                         |
| Tamahara Bombeó Estación de Poder del Almacenamiento                 | 1,200          | Gunma             | 36°46′56″N 139°03′23″E / 36.78222, 139.05639       | Operacional | Almacenamiento bombeado |
| Tashiro Dique                                                        | 40.1           | Shizuoka          | 35°29′55″N 138°14′47″E / 35.49861, 138.24639       | Operacional |                         |
| Tedorigawa I Dique                                                   | 250            |                   |                                                    | Operacional |                         |
| Tokuyama Dique                                                       | 153            | Gifu              | 35°39′55″N 136°30′08″E / 35.66528, 136.50222       | Operacional |                         |
| Okuyahagi Bombeó Estación de Poder del Almacenamiento                | 1,160          | Gifu              | 35°11′59″N 137°27′31″E / 35.19972, 137.45861       | Operacional | Almacenamiento bombeado |
| Yagisawa Bombeó Planta de Almacenamiento                             | 240            |                   |                                                    | Operacional | Almacenamiento bombeado |
| Yomihaki Power Estación                                              | 112            |                   |                                                    | Operacional |                         |

- Energía solar en Japón